# Họ Loa kèn Peru
Họ Loa kèn Peru (danh pháp khoa học: Alstroemeriaceae) là một họ thực vật hạt kín, với khoảng 170-200 loài trong 5-6 chi, bản địa của khu vực châu Mỹ, từ Trung Mỹ tới miền nam Nam Mỹ cũng như New Zealand và Australia (New South Wales tới Tasmania). Hệ thống APG II năm 2003 (không thay đổi so với hệ thống APG năm 1998) xếp họ này vào bộ Liliales, trong nhánh monocots. Hệ thống APG III năm 2009 mở rộng họ này ra so với định nghĩa của APG II, bao gồm luôn cả họ Luzuriagaceae như là phân họ Luzuriageae.

## Các chi
Danh sách các chi dưới đây lấy theo định nghĩa rộng cho họ này.
- Phân họ Alstroemerieae Bernhardi: Khoảng 165-200 loài trong 3-4 chi. Sinh sống trong khu vực nhiệt đới và ôn đới thuộc Trung Mỹ và Nam Mỹ.
  - Alstroemeria (gồm cả Ligtu, Lilavia, Priopetalon, Taltalia): Khoảng 65 loài loa kèn Peru.
  - Bomarea (gồm cả Danbya, Dodecasperma, Sphaerine, Vandesia, Wichuraea): Khoảng 100 loài
  - Leontochir (một số phân loại gộp nó vào trong chi Bomarea)
  - Schickendantzia (một số phân loại gộp nó vào trong chi Alstroemeria)
- Phân họ Luzuriageae Bentham & Hooker = Luzuriagaceae Lotsy: Khoảng 5 loài trong 2 chi. Sinh sống trong khu vực từ Peru tới Tierra del Fuego, quần đảo Falkland, New Zealand và Australia (New South Wales tới Tasmania).
  - Luzuriaga (gồm cả Enargea)
  - Drymophila

Chi Alstroemeria, thường gọi là loa kèn Peru, là những loài cây trồng lấy hoa phổ thông và trồng trong vườn. Chi Bomarea chứa các loài dây leo ra những bông hoa hình chuông, mọc thành cụm có màu sắc khác nhau.
Các chi Eustrephus, Geitonoplesium từng được xếp trong họ Luzuriagaceae, nay thuộc họ Asparagaceae, tương ứng trong các phân họ Lomandroideae và Hemerocallidoideae.

## Phát sinh chủng loài
Cây phát sinh chủng loài dưới đây lấy theo APG III.

| Alstroemeriaceae s.l. | \| \| Luzuriageae (Luzuriagaceae) \| \| \| \| \| \| Alstroemerieae (Alstroemeriaceae s.s) \| \| \| \| |
|                       | \| \| Luzuriageae (Luzuriagaceae) \| \| \| \| \| \| Alstroemerieae (Alstroemeriaceae s.s) \| \| \| \| |
|                       | Luzuriageae (Luzuriagaceae)                                                                           |
|                       | |
|                       | Alstroemerieae (Alstroemeriaceae s.s)                                                                 |
|                       | |

|  | Luzuriageae (Luzuriagaceae)           |
|  |                                       |
|  | Alstroemerieae (Alstroemeriaceae s.s) |
|  |                                       |

| Alstroemeriaceae s.l. | \| \| Luzuriageae (Luzuriagaceae) \| \| \| \| \| \| Alstroemerieae (Alstroemeriaceae s.s) \| \| \| \| |
|                       | \| \| Luzuriageae (Luzuriagaceae) \| \| \| \| \| \| Alstroemerieae (Alstroemeriaceae s.s) \| \| \| \| |
|                       | Luzuriageae (Luzuriagaceae)                                                                           |
|                       | |
|                       | Alstroemerieae (Alstroemeriaceae s.s)                                                                 |
|                       | |

|  | Luzuriageae (Luzuriagaceae)           |
|  |                                       |
|  | Alstroemerieae (Alstroemeriaceae s.s) |
|  |                                       |

| Alstroemeriaceae s.l. | \| \| Luzuriageae (Luzuriagaceae) \| \| \| \| \| \| Alstroemerieae (Alstroemeriaceae s.s) \| \| \| \| |
|                       | \| \| Luzuriageae (Luzuriagaceae) \| \| \| \| \| \| Alstroemerieae (Alstroemeriaceae s.s) \| \| \| \| |
|                       | Luzuriageae (Luzuriagaceae)                                                                           |
|                       | |
|                       | Alstroemerieae (Alstroemeriaceae s.s)                                                                 |
|                       | |

|  | Luzuriageae (Luzuriagaceae)           |
|  |                                       |
|  | Alstroemerieae (Alstroemeriaceae s.s) |
|  |                                       |

| Alstroemeriaceae s.l. | \| \| Luzuriageae (Luzuriagaceae) \| \| \| \| \| \| Alstroemerieae (Alstroemeriaceae s.s) \| \| \| \| |
|                       | \| \| Luzuriageae (Luzuriagaceae) \| \| \| \| \| \| Alstroemerieae (Alstroemeriaceae s.s) \| \| \| \| |
|                       | Luzuriageae (Luzuriagaceae)                                                                           |
|                       | |
|                       | Alstroemerieae (Alstroemeriaceae s.s)                                                                 |
|                       | |

|  | Luzuriageae (Luzuriagaceae)           |
|  |                                       |
|  | Alstroemerieae (Alstroemeriaceae s.s) |
|  |                                       |

|  | Rhipogonaceae |
|  |               |
|  | Philesiaceae  |
|  |               |

|  | Smilacaceae |
|  |             |
|  | Liliaceae   |
|  |             |

|  | Rhipogonaceae |
|  |               |
|  | Philesiaceae  |
|  |               |

|  | Smilacaceae |
|  |             |
|  | Liliaceae   |
|  |             |

| Alstroemeriaceae s.l. | \| \| Luzuriageae (Luzuriagaceae) \| \| \| \| \| \| Alstroemerieae (Alstroemeriaceae s.s) \| \| \| \| |
|                       | \| \| Luzuriageae (Luzuriagaceae) \| \| \| \| \| \| Alstroemerieae (Alstroemeriaceae s.s) \| \| \| \| |
|                       | Luzuriageae (Luzuriagaceae)                                                                           |
|                       | |
|                       | Alstroemerieae (Alstroemeriaceae s.s)                                                                 |
|                       | |

|  | Luzuriageae (Luzuriagaceae)           |
|  |                                       |
|  | Alstroemerieae (Alstroemeriaceae s.s) |
|  |                                       |

| Alstroemeriaceae s.l. | \| \| Luzuriageae (Luzuriagaceae) \| \| \| \| \| \| Alstroemerieae (Alstroemeriaceae s.s) \| \| \| \| |
|                       | \| \| Luzuriageae (Luzuriagaceae) \| \| \| \| \| \| Alstroemerieae (Alstroemeriaceae s.s) \| \| \| \| |
|                       | Luzuriageae (Luzuriagaceae)                                                                           |
|                       | |
|                       | Alstroemerieae (Alstroemeriaceae s.s)                                                                 |
|                       | |

|  | Luzuriageae (Luzuriagaceae)           |
|  |                                       |
|  | Alstroemerieae (Alstroemeriaceae s.s) |
|  |                                       |

| Alstroemeriaceae s.l. | \| \| Luzuriageae (Luzuriagaceae) \| \| \| \| \| \| Alstroemerieae (Alstroemeriaceae s.s) \| \| \| \| |
|                       | \| \| Luzuriageae (Luzuriagaceae) \| \| \| \| \| \| Alstroemerieae (Alstroemeriaceae s.s) \| \| \| \| |
|                       | Luzuriageae (Luzuriagaceae)                                                                           |
|                       | |
|                       | Alstroemerieae (Alstroemeriaceae s.s)                                                                 |
|                       | |

|  | Luzuriageae (Luzuriagaceae)           |
|  |                                       |
|  | Alstroemerieae (Alstroemeriaceae s.s) |
|  |                                       |

| Alstroemeriaceae s.l. | \| \| Luzuriageae (Luzuriagaceae) \| \| \| \| \| \| Alstroemerieae (Alstroemeriaceae s.s) \| \| \| \| |
|                       | \| \| Luzuriageae (Luzuriagaceae) \| \| \| \| \| \| Alstroemerieae (Alstroemeriaceae s.s) \| \| \| \| |
|                       | Luzuriageae (Luzuriagaceae)                                                                           |
|                       | |
|                       | Alstroemerieae (Alstroemeriaceae s.s)                                                                 |
|                       | |

|  | Luzuriageae (Luzuriagaceae)           |
|  |                                       |
|  | Alstroemerieae (Alstroemeriaceae s.s) |
|  |                                       |

|  | Rhipogonaceae |
|  |               |
|  | Philesiaceae  |
|  |               |

|  | Smilacaceae |
|  |             |
|  | Liliaceae   |
|  |             |

|  | Rhipogonaceae |
|  |               |
|  | Philesiaceae  |
|  |               |

|  | Smilacaceae |
|  |             |
|  | Liliaceae   |
|  |             |

| Alstroemeriaceae s.l. | \| \| Luzuriageae (Luzuriagaceae) \| \| \| \| \| \| Alstroemerieae (Alstroemeriaceae s.s) \| \| \| \| |
|                       | \| \| Luzuriageae (Luzuriagaceae) \| \| \| \| \| \| Alstroemerieae (Alstroemeriaceae s.s) \| \| \| \| |
|                       | Luzuriageae (Luzuriagaceae)                                                                           |
|                       | |
|                       | Alstroemerieae (Alstroemeriaceae s.s)                                                                 |
|                       | |

|  | Luzuriageae (Luzuriagaceae)           |
|  |                                       |
|  | Alstroemerieae (Alstroemeriaceae s.s) |
|  |                                       |

| Alstroemeriaceae s.l. | \| \| Luzuriageae (Luzuriagaceae) \| \| \| \| \| \| Alstroemerieae (Alstroemeriaceae s.s) \| \| \| \| |
|                       | \| \| Luzuriageae (Luzuriagaceae) \| \| \| \| \| \| Alstroemerieae (Alstroemeriaceae s.s) \| \| \| \| |
|                       | Luzuriageae (Luzuriagaceae)                                                                           |
|                       | |
|                       | Alstroemerieae (Alstroemeriaceae s.s)                                                                 |
|                       | |

|  | Luzuriageae (Luzuriagaceae)           |
|  |                                       |
|  | Alstroemerieae (Alstroemeriaceae s.s) |
|  |                                       |

| Alstroemeriaceae s.l. | \| \| Luzuriageae (Luzuriagaceae) \| \| \| \| \| \| Alstroemerieae (Alstroemeriaceae s.s) \| \| \| \| |
|                       | \| \| Luzuriageae (Luzuriagaceae) \| \| \| \| \| \| Alstroemerieae (Alstroemeriaceae s.s) \| \| \| \| |
|                       | Luzuriageae (Luzuriagaceae)                                                                           |
|                       | |
|                       | Alstroemerieae (Alstroemeriaceae s.s)                                                                 |
|                       | |

|  | Luzuriageae (Luzuriagaceae)           |
|  |                                       |
|  | Alstroemerieae (Alstroemeriaceae s.s) |
|  |                                       |

| Alstroemeriaceae s.l. | \| \| Luzuriageae (Luzuriagaceae) \| \| \| \| \| \| Alstroemerieae (Alstroemeriaceae s.s) \| \| \| \| |
|                       | \| \| Luzuriageae (Luzuriagaceae) \| \| \| \| \| \| Alstroemerieae (Alstroemeriaceae s.s) \| \| \| \| |
|                       | Luzuriageae (Luzuriagaceae)                                                                           |
|                       | |
|                       | Alstroemerieae (Alstroemeriaceae s.s)                                                                 |
|                       | |

|  | Luzuriageae (Luzuriagaceae)           |
|  |                                       |
|  | Alstroemerieae (Alstroemeriaceae s.s) |
|  |                                       |

|  | Rhipogonaceae |
|  |               |
|  | Philesiaceae  |
|  |               |

|  | Smilacaceae |
|  |             |
|  | Liliaceae   |
|  |             |

|  | Rhipogonaceae |
|  |               |
|  | Philesiaceae  |
|  |               |

|  | Smilacaceae |
|  |             |
|  | Liliaceae   |
|  |             |

| Alstroemeriaceae s.l. | \| \| Luzuriageae (Luzuriagaceae) \| \| \| \| \| \| Alstroemerieae (Alstroemeriaceae s.s) \| \| \| \| |
|                       | \| \| Luzuriageae (Luzuriagaceae) \| \| \| \| \| \| Alstroemerieae (Alstroemeriaceae s.s) \| \| \| \| |
|                       | Luzuriageae (Luzuriagaceae)                                                                           |
|                       | |
|                       | Alstroemerieae (Alstroemeriaceae s.s)                                                                 |
|                       | |

|  | Luzuriageae (Luzuriagaceae)           |
|  |                                       |
|  | Alstroemerieae (Alstroemeriaceae s.s) |
|  |                                       |

| Alstroemeriaceae s.l. | \| \| Luzuriageae (Luzuriagaceae) \| \| \| \| \| \| Alstroemerieae (Alstroemeriaceae s.s) \| \| \| \| |
|                       | \| \| Luzuriageae (Luzuriagaceae) \| \| \| \| \| \| Alstroemerieae (Alstroemeriaceae s.s) \| \| \| \| |
|                       | Luzuriageae (Luzuriagaceae)                                                                           |
|                       | |
|                       | Alstroemerieae (Alstroemeriaceae s.s)                                                                 |
|                       | |

|  | Luzuriageae (Luzuriagaceae)           |
|  |                                       |
|  | Alstroemerieae (Alstroemeriaceae s.s) |
|  |                                       |

| Alstroemeriaceae s.l. | \| \| Luzuriageae (Luzuriagaceae) \| \| \| \| \| \| Alstroemerieae (Alstroemeriaceae s.s) \| \| \| \| |
|                       | \| \| Luzuriageae (Luzuriagaceae) \| \| \| \| \| \| Alstroemerieae (Alstroemeriaceae s.s) \| \| \| \| |
|                       | Luzuriageae (Luzuriagaceae)                                                                           |
|                       | |
|                       | Alstroemerieae (Alstroemeriaceae s.s)                                                                 |
|                       | |

|  | Luzuriageae (Luzuriagaceae)           |
|  |                                       |
|  | Alstroemerieae (Alstroemeriaceae s.s) |
|  |                                       |

| Alstroemeriaceae s.l. | \| \| Luzuriageae (Luzuriagaceae) \| \| \| \| \| \| Alstroemerieae (Alstroemeriaceae s.s) \| \| \| \| |
|                       | \| \| Luzuriageae (Luzuriagaceae) \| \| \| \| \| \| Alstroemerieae (Alstroemeriaceae s.s) \| \| \| \| |
|                       | Luzuriageae (Luzuriagaceae)                                                                           |
|                       | |
|                       | Alstroemerieae (Alstroemeriaceae s.s)                                                                 |
|                       | |

|  | Luzuriageae (Luzuriagaceae)           |
|  |                                       |
|  | Alstroemerieae (Alstroemeriaceae s.s) |
|  |                                       |

|  | Rhipogonaceae |
|  |               |
|  | Philesiaceae  |
|  |               |

|  | Smilacaceae |
|  |             |
|  | Liliaceae   |
|  |             |

|  | Rhipogonaceae |
|  |               |
|  | Philesiaceae  |
|  |               |

|  | Smilacaceae |
|  |             |
|  | Liliaceae   |
|  |             |

| Alstroemeriaceae s.l. | \| \| Luzuriageae (Luzuriagaceae) \| \| \| \| \| \| Alstroemerieae (Alstroemeriaceae s.s) \| \| \| \| |
|                       | \| \| Luzuriageae (Luzuriagaceae) \| \| \| \| \| \| Alstroemerieae (Alstroemeriaceae s.s) \| \| \| \| |
|                       | Luzuriageae (Luzuriagaceae)                                                                           |
|                       | |
|                       | Alstroemerieae (Alstroemeriaceae s.s)                                                                 |
|                       | |

|  | Luzuriageae (Luzuriagaceae)           |
|  |                                       |
|  | Alstroemerieae (Alstroemeriaceae s.s) |
|  |                                       |

| Alstroemeriaceae s.l. | \| \| Luzuriageae (Luzuriagaceae) \| \| \| \| \| \| Alstroemerieae (Alstroemeriaceae s.s) \| \| \| \| |
|                       | \| \| Luzuriageae (Luzuriagaceae) \| \| \| \| \| \| Alstroemerieae (Alstroemeriaceae s.s) \| \| \| \| |
|                       | Luzuriageae (Luzuriagaceae)                                                                           |
|                       | |
|                       | Alstroemerieae (Alstroemeriaceae s.s)                                                                 |
|                       | |

|  | Luzuriageae (Luzuriagaceae)           |
|  |                                       |
|  | Alstroemerieae (Alstroemeriaceae s.s) |
|  |                                       |

| Alstroemeriaceae s.l. | \| \| Luzuriageae (Luzuriagaceae) \| \| \| \| \| \| Alstroemerieae (Alstroemeriaceae s.s) \| \| \| \| |
|                       | \| \| Luzuriageae (Luzuriagaceae) \| \| \| \| \| \| Alstroemerieae (Alstroemeriaceae s.s) \| \| \| \| |
|                       | Luzuriageae (Luzuriagaceae)                                                                           |
|                       | |
|                       | Alstroemerieae (Alstroemeriaceae s.s)                                                                 |
|                       | |

|  | Luzuriageae (Luzuriagaceae)           |
|  |                                       |
|  | Alstroemerieae (Alstroemeriaceae s.s) |
|  |                                       |

| Alstroemeriaceae s.l. | \| \| Luzuriageae (Luzuriagaceae) \| \| \| \| \| \| Alstroemerieae (Alstroemeriaceae s.s) \| \| \| \| |
|                       | \| \| Luzuriageae (Luzuriagaceae) \| \| \| \| \| \| Alstroemerieae (Alstroemeriaceae s.s) \| \| \| \| |
|                       | Luzuriageae (Luzuriagaceae)                                                                           |
|                       | |
|                       | Alstroemerieae (Alstroemeriaceae s.s)                                                                 |
|                       | |

|  | Luzuriageae (Luzuriagaceae)           |
|  |                                       |
|  | Alstroemerieae (Alstroemeriaceae s.s) |
|  |                                       |

|  | Rhipogonaceae |
|  |               |
|  | Philesiaceae  |
|  |               |

|  | Smilacaceae |
|  |             |
|  | Liliaceae   |
|  |             |

|  | Rhipogonaceae |
|  |               |
|  | Philesiaceae  |
|  |               |

|  | Smilacaceae |
|  |             |
|  | Liliaceae   |
|  |             |

| Alstroemeriaceae s.l. | \| \| Luzuriageae (Luzuriagaceae) \| \| \| \| \| \| Alstroemerieae (Alstroemeriaceae s.s) \| \| \| \| |
|                       | \| \| Luzuriageae (Luzuriagaceae) \| \| \| \| \| \| Alstroemerieae (Alstroemeriaceae s.s) \| \| \| \| |
|                       | Luzuriageae (Luzuriagaceae)                                                                           |
|                       | |
|                       | Alstroemerieae (Alstroemeriaceae s.s)                                                                 |
|                       | |

|  | Luzuriageae (Luzuriagaceae)           |
|  |                                       |
|  | Alstroemerieae (Alstroemeriaceae s.s) |
|  |                                       |

| Alstroemeriaceae s.l. | \| \| Luzuriageae (Luzuriagaceae) \| \| \| \| \| \| Alstroemerieae (Alstroemeriaceae s.s) \| \| \| \| |
|                       | \| \| Luzuriageae (Luzuriagaceae) \| \| \| \| \| \| Alstroemerieae (Alstroemeriaceae s.s) \| \| \| \| |
|                       | Luzuriageae (Luzuriagaceae)                                                                           |
|                       | |
|                       | Alstroemerieae (Alstroemeriaceae s.s)                                                                 |
|                       | |

|  | Luzuriageae (Luzuriagaceae)           |
|  |                                       |
|  | Alstroemerieae (Alstroemeriaceae s.s) |
|  |                                       |

| Alstroemeriaceae s.l. | \| \| Luzuriageae (Luzuriagaceae) \| \| \| \| \| \| Alstroemerieae (Alstroemeriaceae s.s) \| \| \| \| |
|                       | \| \| Luzuriageae (Luzuriagaceae) \| \| \| \| \| \| Alstroemerieae (Alstroemeriaceae s.s) \| \| \| \| |
|                       | Luzuriageae (Luzuriagaceae)                                                                           |
|                       | |
|                       | Alstroemerieae (Alstroemeriaceae s.s)                                                                 |
|                       | |

|  | Luzuriageae (Luzuriagaceae)           |
|  |                                       |
|  | Alstroemerieae (Alstroemeriaceae s.s) |
|  |                                       |

| Alstroemeriaceae s.l. | \| \| Luzuriageae (Luzuriagaceae) \| \| \| \| \| \| Alstroemerieae (Alstroemeriaceae s.s) \| \| \| \| |
|                       | \| \| Luzuriageae (Luzuriagaceae) \| \| \| \| \| \| Alstroemerieae (Alstroemeriaceae s.s) \| \| \| \| |
|                       | Luzuriageae (Luzuriagaceae)                                                                           |
|                       | |
|                       | Alstroemerieae (Alstroemeriaceae s.s)                                                                 |
|                       | |

|  | Luzuriageae (Luzuriagaceae)           |
|  |                                       |
|  | Alstroemerieae (Alstroemeriaceae s.s) |
|  |                                       |

|  | Rhipogonaceae |
|  |               |
|  | Philesiaceae  |
|  |               |

|  | Smilacaceae |
|  |             |
|  | Liliaceae   |
|  |             |

|  | Rhipogonaceae |
|  |               |
|  | Philesiaceae  |
|  |               |

|  | Smilacaceae |
|  |             |
|  | Liliaceae   |
|  |             |

| Alstroemeriaceae s.l. | \| \| Luzuriageae (Luzuriagaceae) \| \| \| \| \| \| Alstroemerieae (Alstroemeriaceae s.s) \| \| \| \| |
|                       | \| \| Luzuriageae (Luzuriagaceae) \| \| \| \| \| \| Alstroemerieae (Alstroemeriaceae s.s) \| \| \| \| |
|                       | Luzuriageae (Luzuriagaceae)                                                                           |
|                       | |
|                       | Alstroemerieae (Alstroemeriaceae s.s)                                                                 |
|                       | |

|  | Luzuriageae (Luzuriagaceae)           |
|  |                                       |
|  | Alstroemerieae (Alstroemeriaceae s.s) |
|  |                                       |

| Alstroemeriaceae s.l. | \| \| Luzuriageae (Luzuriagaceae) \| \| \| \| \| \| Alstroemerieae (Alstroemeriaceae s.s) \| \| \| \| |
|                       | \| \| Luzuriageae (Luzuriagaceae) \| \| \| \| \| \| Alstroemerieae (Alstroemeriaceae s.s) \| \| \| \| |
|                       | Luzuriageae (Luzuriagaceae)                                                                           |
|                       | |
|                       | Alstroemerieae (Alstroemeriaceae s.s)                                                                 |
|                       | |

|  | Luzuriageae (Luzuriagaceae)           |
|  |                                       |
|  | Alstroemerieae (Alstroemeriaceae s.s) |
|  |                                       |

| Alstroemeriaceae s.l. | \| \| Luzuriageae (Luzuriagaceae) \| \| \| \| \| \| Alstroemerieae (Alstroemeriaceae s.s) \| \| \| \| |
|                       | \| \| Luzuriageae (Luzuriagaceae) \| \| \| \| \| \| Alstroemerieae (Alstroemeriaceae s.s) \| \| \| \| |
|                       | Luzuriageae (Luzuriagaceae)                                                                           |
|                       | |
|                       | Alstroemerieae (Alstroemeriaceae s.s)                                                                 |
|                       | |

|  | Luzuriageae (Luzuriagaceae)           |
|  |                                       |
|  | Alstroemerieae (Alstroemeriaceae s.s) |
|  |                                       |

| Alstroemeriaceae s.l. | \| \| Luzuriageae (Luzuriagaceae) \| \| \| \| \| \| Alstroemerieae (Alstroemeriaceae s.s) \| \| \| \| |
|                       | \| \| Luzuriageae (Luzuriagaceae) \| \| \| \| \| \| Alstroemerieae (Alstroemeriaceae s.s) \| \| \| \| |
|                       | Luzuriageae (Luzuriagaceae)                                                                           |
|                       | |
|                       | Alstroemerieae (Alstroemeriaceae s.s)                                                                 |
|                       | |

|  | Luzuriageae (Luzuriagaceae)           |
|  |                                       |
|  | Alstroemerieae (Alstroemeriaceae s.s) |
|  |                                       |

|  | Rhipogonaceae |
|  |               |
|  | Philesiaceae  |
|  |               |

|  | Smilacaceae |
|  |             |
|  | Liliaceae   |
|  |             |

|  | Rhipogonaceae |
|  |               |
|  | Philesiaceae  |
|  |               |

|  | Smilacaceae |
|  |             |
|  | Liliaceae   |
|  |             |

| Alstroemeriaceae s.l. | \| \| Luzuriageae (Luzuriagaceae) \| \| \| \| \| \| Alstroemerieae (Alstroemeriaceae s.s) \| \| \| \| |
|                       | \| \| Luzuriageae (Luzuriagaceae) \| \| \| \| \| \| Alstroemerieae (Alstroemeriaceae s.s) \| \| \| \| |
|                       | Luzuriageae (Luzuriagaceae)                                                                           |
|                       | |
|                       | Alstroemerieae (Alstroemeriaceae s.s)                                                                 |
|                       | |

|  | Luzuriageae (Luzuriagaceae)           |
|  |                                       |
|  | Alstroemerieae (Alstroemeriaceae s.s) |
|  |                                       |

| Alstroemeriaceae s.l. | \| \| Luzuriageae (Luzuriagaceae) \| \| \| \| \| \| Alstroemerieae (Alstroemeriaceae s.s) \| \| \| \| |
|                       | \| \| Luzuriageae (Luzuriagaceae) \| \| \| \| \| \| Alstroemerieae (Alstroemeriaceae s.s) \| \| \| \| |
|                       | Luzuriageae (Luzuriagaceae)                                                                           |
|                       | |
|                       | Alstroemerieae (Alstroemeriaceae s.s)                                                                 |
|                       | |

|  | Luzuriageae (Luzuriagaceae)           |
|  |                                       |
|  | Alstroemerieae (Alstroemeriaceae s.s) |
|  |                                       |

| Alstroemeriaceae s.l. | \| \| Luzuriageae (Luzuriagaceae) \| \| \| \| \| \| Alstroemerieae (Alstroemeriaceae s.s) \| \| \| \| |
|                       | \| \| Luzuriageae (Luzuriagaceae) \| \| \| \| \| \| Alstroemerieae (Alstroemeriaceae s.s) \| \| \| \| |
|                       | Luzuriageae (Luzuriagaceae)                                                                           |
|                       | |
|                       | Alstroemerieae (Alstroemeriaceae s.s)                                                                 |
|                       | |

|  | Luzuriageae (Luzuriagaceae)           |
|  |                                       |
|  | Alstroemerieae (Alstroemeriaceae s.s) |
|  |                                       |

| Alstroemeriaceae s.l. | \| \| Luzuriageae (Luzuriagaceae) \| \| \| \| \| \| Alstroemerieae (Alstroemeriaceae s.s) \| \| \| \| |
|                       | \| \| Luzuriageae (Luzuriagaceae) \| \| \| \| \| \| Alstroemerieae (Alstroemeriaceae s.s) \| \| \| \| |
|                       | Luzuriageae (Luzuriagaceae)                                                                           |
|                       | |
|                       | Alstroemerieae (Alstroemeriaceae s.s)                                                                 |
|                       | |

|  | Luzuriageae (Luzuriagaceae)           |
|  |                                       |
|  | Alstroemerieae (Alstroemeriaceae s.s) |
|  |                                       |

|  | Rhipogonaceae |
|  |               |
|  | Philesiaceae  |
|  |               |

|  | Smilacaceae |
|  |             |
|  | Liliaceae   |
|  |             |

|  | Rhipogonaceae |
|  |               |
|  | Philesiaceae  |
|  |               |

|  | Smilacaceae |
|  |             |
|  | Liliaceae   |
|  |             |

| Alstroemeriaceae s.l. | \| \| Luzuriageae (Luzuriagaceae) \| \| \| \| \| \| Alstroemerieae (Alstroemeriaceae s.s) \| \| \| \| |
|                       | \| \| Luzuriageae (Luzuriagaceae) \| \| \| \| \| \| Alstroemerieae (Alstroemeriaceae s.s) \| \| \| \| |
|                       | Luzuriageae (Luzuriagaceae)                                                                           |
|                       | |
|                       | Alstroemerieae (Alstroemeriaceae s.s)                                                                 |
|                       | |

|  | Luzuriageae (Luzuriagaceae)           |
|  |                                       |
|  | Alstroemerieae (Alstroemeriaceae s.s) |
|  |                                       |

| Alstroemeriaceae s.l. | \| \| Luzuriageae (Luzuriagaceae) \| \| \| \| \| \| Alstroemerieae (Alstroemeriaceae s.s) \| \| \| \| |
|                       | \| \| Luzuriageae (Luzuriagaceae) \| \| \| \| \| \| Alstroemerieae (Alstroemeriaceae s.s) \| \| \| \| |
|                       | Luzuriageae (Luzuriagaceae)                                                                           |
|                       | |
|                       | Alstroemerieae (Alstroemeriaceae s.s)                                                                 |
|                       | |

|  | Luzuriageae (Luzuriagaceae)           |
|  |                                       |
|  | Alstroemerieae (Alstroemeriaceae s.s) |
|  |                                       |

| Alstroemeriaceae s.l. | \| \| Luzuriageae (Luzuriagaceae) \| \| \| \| \| \| Alstroemerieae (Alstroemeriaceae s.s) \| \| \| \| |
|                       | \| \| Luzuriageae (Luzuriagaceae) \| \| \| \| \| \| Alstroemerieae (Alstroemeriaceae s.s) \| \| \| \| |
|                       | Luzuriageae (Luzuriagaceae)                                                                           |
|                       | |
|                       | Alstroemerieae (Alstroemeriaceae s.s)                                                                 |
|                       | |

|  | Luzuriageae (Luzuriagaceae)           |
|  |                                       |
|  | Alstroemerieae (Alstroemeriaceae s.s) |
|  |                                       |

| Alstroemeriaceae s.l. | \| \| Luzuriageae (Luzuriagaceae) \| \| \| \| \| \| Alstroemerieae (Alstroemeriaceae s.s) \| \| \| \| |
|                       | \| \| Luzuriageae (Luzuriagaceae) \| \| \| \| \| \| Alstroemerieae (Alstroemeriaceae s.s) \| \| \| \| |
|                       | Luzuriageae (Luzuriagaceae)                                                                           |
|                       | |
|                       | Alstroemerieae (Alstroemeriaceae s.s)                                                                 |
|                       | |

|  | Luzuriageae (Luzuriagaceae)           |
|  |                                       |
|  | Alstroemerieae (Alstroemeriaceae s.s) |
|  |                                       |

|  | Rhipogonaceae |
|  |               |
|  | Philesiaceae  |
|  |               |

|  | Smilacaceae |
|  |             |
|  | Liliaceae   |
|  |             |

|  | Rhipogonaceae |
|  |               |
|  | Philesiaceae  |
|  |               |

|  | Smilacaceae |
|  |             |
|  | Liliaceae   |
|  |             |

| Alstroemeriaceae s.l. | \| \| Luzuriageae (Luzuriagaceae) \| \| \| \| \| \| Alstroemerieae (Alstroemeriaceae s.s) \| \| \| \| |
|                       | \| \| Luzuriageae (Luzuriagaceae) \| \| \| \| \| \| Alstroemerieae (Alstroemeriaceae s.s) \| \| \| \| |
|                       | Luzuriageae (Luzuriagaceae)                                                                           |
|                       | |
|                       | Alstroemerieae (Alstroemeriaceae s.s)                                                                 |
|                       | |

|  | Luzuriageae (Luzuriagaceae)           |
|  |                                       |
|  | Alstroemerieae (Alstroemeriaceae s.s) |
|  |                                       |

| Alstroemeriaceae s.l. | \| \| Luzuriageae (Luzuriagaceae) \| \| \| \| \| \| Alstroemerieae (Alstroemeriaceae s.s) \| \| \| \| |
|                       | \| \| Luzuriageae (Luzuriagaceae) \| \| \| \| \| \| Alstroemerieae (Alstroemeriaceae s.s) \| \| \| \| |
|                       | Luzuriageae (Luzuriagaceae)                                                                           |
|                       | |
|                       | Alstroemerieae (Alstroemeriaceae s.s)                                                                 |
|                       | |

|  | Luzuriageae (Luzuriagaceae)           |
|  |                                       |
|  | Alstroemerieae (Alstroemeriaceae s.s) |
|  |                                       |

| Alstroemeriaceae s.l. | \| \| Luzuriageae (Luzuriagaceae) \| \| \| \| \| \| Alstroemerieae (Alstroemeriaceae s.s) \| \| \| \| |
|                       | \| \| Luzuriageae (Luzuriagaceae) \| \| \| \| \| \| Alstroemerieae (Alstroemeriaceae s.s) \| \| \| \| |
|                       | Luzuriageae (Luzuriagaceae)                                                                           |
|                       | |
|                       | Alstroemerieae (Alstroemeriaceae s.s)                                                                 |
|                       | |

|  | Luzuriageae (Luzuriagaceae)           |
|  |                                       |
|  | Alstroemerieae (Alstroemeriaceae s.s) |
|  |                                       |

| Alstroemeriaceae s.l. | \| \| Luzuriageae (Luzuriagaceae) \| \| \| \| \| \| Alstroemerieae (Alstroemeriaceae s.s) \| \| \| \| |
|                       | \| \| Luzuriageae (Luzuriagaceae) \| \| \| \| \| \| Alstroemerieae (Alstroemeriaceae s.s) \| \| \| \| |
|                       | Luzuriageae (Luzuriagaceae)                                                                           |
|                       | |
|                       | Alstroemerieae (Alstroemeriaceae s.s)                                                                 |
|                       | |

|  | Luzuriageae (Luzuriagaceae)           |
|  |                                       |
|  | Alstroemerieae (Alstroemeriaceae s.s) |
|  |                                       |

|  | Rhipogonaceae |
|  |               |
|  | Philesiaceae  |
|  |               |

|  | Smilacaceae |
|  |             |
|  | Liliaceae   |
|  |             |

|  | Rhipogonaceae |
|  |               |
|  | Philesiaceae  |
|  |               |

|  | Smilacaceae |
|  |             |
|  | Liliaceae   |
|  |             |

| Alstroemeriaceae s.l. | \| \| Luzuriageae (Luzuriagaceae) \| \| \| \| \| \| Alstroemerieae (Alstroemeriaceae s.s) \| \| \| \| |
|                       | \| \| Luzuriageae (Luzuriagaceae) \| \| \| \| \| \| Alstroemerieae (Alstroemeriaceae s.s) \| \| \| \| |
|                       | Luzuriageae (Luzuriagaceae)                                                                           |
|                       | |
|                       | Alstroemerieae (Alstroemeriaceae s.s)                                                                 |
|                       | |

|  | Luzuriageae (Luzuriagaceae)           |
|  |                                       |
|  | Alstroemerieae (Alstroemeriaceae s.s) |
|  |                                       |

| Alstroemeriaceae s.l. | \| \| Luzuriageae (Luzuriagaceae) \| \| \| \| \| \| Alstroemerieae (Alstroemeriaceae s.s) \| \| \| \| |
|                       | \| \| Luzuriageae (Luzuriagaceae) \| \| \| \| \| \| Alstroemerieae (Alstroemeriaceae s.s) \| \| \| \| |
|                       | Luzuriageae (Luzuriagaceae)                                                                           |
|                       | |
|                       | Alstroemerieae (Alstroemeriaceae s.s)                                                                 |
|                       | |

|  | Luzuriageae (Luzuriagaceae)           |
|  |                                       |
|  | Alstroemerieae (Alstroemeriaceae s.s) |
|  |                                       |

| Alstroemeriaceae s.l. | \| \| Luzuriageae (Luzuriagaceae) \| \| \| \| \| \| Alstroemerieae (Alstroemeriaceae s.s) \| \| \| \| |
|                       | \| \| Luzuriageae (Luzuriagaceae) \| \| \| \| \| \| Alstroemerieae (Alstroemeriaceae s.s) \| \| \| \| |
|                       | Luzuriageae (Luzuriagaceae)                                                                           |
|                       | |
|                       | Alstroemerieae (Alstroemeriaceae s.s)                                                                 |
|                       | |

|  | Luzuriageae (Luzuriagaceae)           |
|  |                                       |
|  | Alstroemerieae (Alstroemeriaceae s.s) |
|  |                                       |

| Alstroemeriaceae s.l. | \| \| Luzuriageae (Luzuriagaceae) \| \| \| \| \| \| Alstroemerieae (Alstroemeriaceae s.s) \| \| \| \| |
|                       | \| \| Luzuriageae (Luzuriagaceae) \| \| \| \| \| \| Alstroemerieae (Alstroemeriaceae s.s) \| \| \| \| |
|                       | Luzuriageae (Luzuriagaceae)                                                                           |
|                       | |
|                       | Alstroemerieae (Alstroemeriaceae s.s)                                                                 |
|                       | |

|  | Luzuriageae (Luzuriagaceae)           |
|  |                                       |
|  | Alstroemerieae (Alstroemeriaceae s.s) |
|  |                                       |

|  | Rhipogonaceae |
|  |               |
|  | Philesiaceae  |
|  |               |

|  | Smilacaceae |
|  |             |
|  | Liliaceae   |
|  |             |

|  | Rhipogonaceae |
|  |               |
|  | Philesiaceae  |
|  |               |

|  | Smilacaceae |
|  |             |
|  | Liliaceae   |
|  |             |

| Alstroemeriaceae s.l. | \| \| Luzuriageae (Luzuriagaceae) \| \| \| \| \| \| Alstroemerieae (Alstroemeriaceae s.s) \| \| \| \| |
|                       | \| \| Luzuriageae (Luzuriagaceae) \| \| \| \| \| \| Alstroemerieae (Alstroemeriaceae s.s) \| \| \| \| |
|                       | Luzuriageae (Luzuriagaceae)                                                                           |
|                       | |
|                       | Alstroemerieae (Alstroemeriaceae s.s)                                                                 |
|                       | |

|  | Luzuriageae (Luzuriagaceae)           |
|  |                                       |
|  | Alstroemerieae (Alstroemeriaceae s.s) |
|  |                                       |

| Alstroemeriaceae s.l. | \| \| Luzuriageae (Luzuriagaceae) \| \| \| \| \| \| Alstroemerieae (Alstroemeriaceae s.s) \| \| \| \| |
|                       | \| \| Luzuriageae (Luzuriagaceae) \| \| \| \| \| \| Alstroemerieae (Alstroemeriaceae s.s) \| \| \| \| |
|                       | Luzuriageae (Luzuriagaceae)                                                                           |
|                       | |
|                       | Alstroemerieae (Alstroemeriaceae s.s)                                                                 |
|                       | |

|  | Luzuriageae (Luzuriagaceae)           |
|  |                                       |
|  | Alstroemerieae (Alstroemeriaceae s.s) |
|  |                                       |

| Alstroemeriaceae s.l. | \| \| Luzuriageae (Luzuriagaceae) \| \| \| \| \| \| Alstroemerieae (Alstroemeriaceae s.s) \| \| \| \| |
|                       | \| \| Luzuriageae (Luzuriagaceae) \| \| \| \| \| \| Alstroemerieae (Alstroemeriaceae s.s) \| \| \| \| |
|                       | Luzuriageae (Luzuriagaceae)                                                                           |
|                       | |
|                       | Alstroemerieae (Alstroemeriaceae s.s)                                                                 |
|                       | |

|  | Luzuriageae (Luzuriagaceae)           |
|  |                                       |
|  | Alstroemerieae (Alstroemeriaceae s.s) |
|  |                                       |

| Alstroemeriaceae s.l. | \| \| Luzuriageae (Luzuriagaceae) \| \| \| \| \| \| Alstroemerieae (Alstroemeriaceae s.s) \| \| \| \| |
|                       | \| \| Luzuriageae (Luzuriagaceae) \| \| \| \| \| \| Alstroemerieae (Alstroemeriaceae s.s) \| \| \| \| |
|                       | Luzuriageae (Luzuriagaceae)                                                                           |
|                       | |
|                       | Alstroemerieae (Alstroemeriaceae s.s)                                                                 |
|                       | |

|  | Luzuriageae (Luzuriagaceae)           |
|  |                                       |
|  | Alstroemerieae (Alstroemeriaceae s.s) |
|  |                                       |

|  | Rhipogonaceae |
|  |               |
|  | Philesiaceae  |
|  |               |

|  | Smilacaceae |
|  |             |
|  | Liliaceae   |
|  |             |

|  | Rhipogonaceae |
|  |               |
|  | Philesiaceae  |
|  |               |

|  | Smilacaceae |
|  |             |
|  | Liliaceae   |
|  |             |

| Alstroemeriaceae s.l. | \| \| Luzuriageae (Luzuriagaceae) \| \| \| \| \| \| Alstroemerieae (Alstroemeriaceae s.s) \| \| \| \| |
|                       | \| \| Luzuriageae (Luzuriagaceae) \| \| \| \| \| \| Alstroemerieae (Alstroemeriaceae s.s) \| \| \| \| |
|                       | Luzuriageae (Luzuriagaceae)                                                                           |
|                       | |
|                       | Alstroemerieae (Alstroemeriaceae s.s)                                                                 |
|                       | |

|  | Luzuriageae (Luzuriagaceae)           |
|  |                                       |
|  | Alstroemerieae (Alstroemeriaceae s.s) |
|  |                                       |

| Alstroemeriaceae s.l. | \| \| Luzuriageae (Luzuriagaceae) \| \| \| \| \| \| Alstroemerieae (Alstroemeriaceae s.s) \| \| \| \| |
|                       | \| \| Luzuriageae (Luzuriagaceae) \| \| \| \| \| \| Alstroemerieae (Alstroemeriaceae s.s) \| \| \| \| |
|                       | Luzuriageae (Luzuriagaceae)                                                                           |
|                       | |
|                       | Alstroemerieae (Alstroemeriaceae s.s)                                                                 |
|                       | |

|  | Luzuriageae (Luzuriagaceae)           |
|  |                                       |
|  | Alstroemerieae (Alstroemeriaceae s.s) |
|  |                                       |

| Alstroemeriaceae s.l. | \| \| Luzuriageae (Luzuriagaceae) \| \| \| \| \| \| Alstroemerieae (Alstroemeriaceae s.s) \| \| \| \| |
|                       | \| \| Luzuriageae (Luzuriagaceae) \| \| \| \| \| \| Alstroemerieae (Alstroemeriaceae s.s) \| \| \| \| |
|                       | Luzuriageae (Luzuriagaceae)                                                                           |
|                       | |
|                       | Alstroemerieae (Alstroemeriaceae s.s)                                                                 |
|                       | |

|  | Luzuriageae (Luzuriagaceae)           |
|  |                                       |
|  | Alstroemerieae (Alstroemeriaceae s.s) |
|  |                                       |

| Alstroemeriaceae s.l. | \| \| Luzuriageae (Luzuriagaceae) \| \| \| \| \| \| Alstroemerieae (Alstroemeriaceae s.s) \| \| \| \| |
|                       | \| \| Luzuriageae (Luzuriagaceae) \| \| \| \| \| \| Alstroemerieae (Alstroemeriaceae s.s) \| \| \| \| |
|                       | Luzuriageae (Luzuriagaceae)                                                                           |
|                       | |
|                       | Alstroemerieae (Alstroemeriaceae s.s)                                                                 |
|                       | |

|  | Luzuriageae (Luzuriagaceae)           |
|  |                                       |
|  | Alstroemerieae (Alstroemeriaceae s.s) |
|  |                                       |

|  | Rhipogonaceae |
|  |               |
|  | Philesiaceae  |
|  |               |

|  | Smilacaceae |
|  |             |
|  | Liliaceae   |
|  |             |

|  | Rhipogonaceae |
|  |               |
|  | Philesiaceae  |
|  |               |

|  | Smilacaceae |
|  |             |
|  | Liliaceae   |
|  |             |

| Alstroemeriaceae s.l. | \| \| Luzuriageae (Luzuriagaceae) \| \| \| \| \| \| Alstroemerieae (Alstroemeriaceae s.s) \| \| \| \| |
|                       | \| \| Luzuriageae (Luzuriagaceae) \| \| \| \| \| \| Alstroemerieae (Alstroemeriaceae s.s) \| \| \| \| |
|                       | Luzuriageae (Luzuriagaceae)                                                                           |
|                       | |
|                       | Alstroemerieae (Alstroemeriaceae s.s)                                                                 |
|                       | |

|  | Luzuriageae (Luzuriagaceae)           |
|  |                                       |
|  | Alstroemerieae (Alstroemeriaceae s.s) |
|  |                                       |

| Alstroemeriaceae s.l. | \| \| Luzuriageae (Luzuriagaceae) \| \| \| \| \| \| Alstroemerieae (Alstroemeriaceae s.s) \| \| \| \| |
|                       | \| \| Luzuriageae (Luzuriagaceae) \| \| \| \| \| \| Alstroemerieae (Alstroemeriaceae s.s) \| \| \| \| |
|                       | Luzuriageae (Luzuriagaceae)                                                                           |
|                       | |
|                       | Alstroemerieae (Alstroemeriaceae s.s)                                                                 |
|                       | |

|  | Luzuriageae (Luzuriagaceae)           |
|  |                                       |
|  | Alstroemerieae (Alstroemeriaceae s.s) |
|  |                                       |

| Alstroemeriaceae s.l. | \| \| Luzuriageae (Luzuriagaceae) \| \| \| \| \| \| Alstroemerieae (Alstroemeriaceae s.s) \| \| \| \| |
|                       | \| \| Luzuriageae (Luzuriagaceae) \| \| \| \| \| \| Alstroemerieae (Alstroemeriaceae s.s) \| \| \| \| |
|                       | Luzuriageae (Luzuriagaceae)                                                                           |
|                       | |
|                       | Alstroemerieae (Alstroemeriaceae s.s)                                                                 |
|                       | |

|  | Luzuriageae (Luzuriagaceae)           |
|  |                                       |
|  | Alstroemerieae (Alstroemeriaceae s.s) |
|  |                                       |

| Alstroemeriaceae s.l. | \| \| Luzuriageae (Luzuriagaceae) \| \| \| \| \| \| Alstroemerieae (Alstroemeriaceae s.s) \| \| \| \| |
|                       | \| \| Luzuriageae (Luzuriagaceae) \| \| \| \| \| \| Alstroemerieae (Alstroemeriaceae s.s) \| \| \| \| |
|                       | Luzuriageae (Luzuriagaceae)                                                                           |
|                       | |
|                       | Alstroemerieae (Alstroemeriaceae s.s)                                                                 |
|                       | |

|  | Luzuriageae (Luzuriagaceae)           |
|  |                                       |
|  | Alstroemerieae (Alstroemeriaceae s.s) |
|  |                                       |

|  | Rhipogonaceae |
|  |               |
|  | Philesiaceae  |
|  |               |

|  | Smilacaceae |
|  |             |
|  | Liliaceae   |
|  |             |

|  | Rhipogonaceae |
|  |               |
|  | Philesiaceae  |
|  |               |

|  | Smilacaceae |
|  |             |
|  | Liliaceae   |
|  |             |

| Alstroemeriaceae s.l. | \| \| Luzuriageae (Luzuriagaceae) \| \| \| \| \| \| Alstroemerieae (Alstroemeriaceae s.s) \| \| \| \| |
|                       | \| \| Luzuriageae (Luzuriagaceae) \| \| \| \| \| \| Alstroemerieae (Alstroemeriaceae s.s) \| \| \| \| |
|                       | Luzuriageae (Luzuriagaceae)                                                                           |
|                       | |
|                       | Alstroemerieae (Alstroemeriaceae s.s)                                                                 |
|                       | |

|  | Luzuriageae (Luzuriagaceae)           |
|  |                                       |
|  | Alstroemerieae (Alstroemeriaceae s.s) |
|  |                                       |

| Alstroemeriaceae s.l. | \| \| Luzuriageae (Luzuriagaceae) \| \| \| \| \| \| Alstroemerieae (Alstroemeriaceae s.s) \| \| \| \| |
|                       | \| \| Luzuriageae (Luzuriagaceae) \| \| \| \| \| \| Alstroemerieae (Alstroemeriaceae s.s) \| \| \| \| |
|                       | Luzuriageae (Luzuriagaceae)                                                                           |
|                       | |
|                       | Alstroemerieae (Alstroemeriaceae s.s)                                                                 |
|                       | |

|  | Luzuriageae (Luzuriagaceae)           |
|  |                                       |
|  | Alstroemerieae (Alstroemeriaceae s.s) |
|  |                                       |

| Alstroemeriaceae s.l. | \| \| Luzuriageae (Luzuriagaceae) \| \| \| \| \| \| Alstroemerieae (Alstroemeriaceae s.s) \| \| \| \| |
|                       | \| \| Luzuriageae (Luzuriagaceae) \| \| \| \| \| \| Alstroemerieae (Alstroemeriaceae s.s) \| \| \| \| |
|                       | Luzuriageae (Luzuriagaceae)                                                                           |
|                       | |
|                       | Alstroemerieae (Alstroemeriaceae s.s)                                                                 |
|                       | |

|  | Luzuriageae (Luzuriagaceae)           |
|  |                                       |
|  | Alstroemerieae (Alstroemeriaceae s.s) |
|  |                                       |

| Alstroemeriaceae s.l. | \| \| Luzuriageae (Luzuriagaceae) \| \| \| \| \| \| Alstroemerieae (Alstroemeriaceae s.s) \| \| \| \| |
|                       | \| \| Luzuriageae (Luzuriagaceae) \| \| \| \| \| \| Alstroemerieae (Alstroemeriaceae s.s) \| \| \| \| |
|                       | Luzuriageae (Luzuriagaceae)                                                                           |
|                       | |
|                       | Alstroemerieae (Alstroemeriaceae s.s)                                                                 |
|                       | |

|  | Luzuriageae (Luzuriagaceae)           |
|  |                                       |
|  | Alstroemerieae (Alstroemeriaceae s.s) |
|  |                                       |

|  | Rhipogonaceae |
|  |               |
|  | Philesiaceae  |
|  |               |

|  | Smilacaceae |
|  |             |
|  | Liliaceae   |
|  |             |

|  | Rhipogonaceae |
|  |               |
|  | Philesiaceae  |
|  |               |

|  | Smilacaceae |
|  |             |
|  | Liliaceae   |
|  |             |

| Alstroemeriaceae s.l. | \| \| Luzuriageae (Luzuriagaceae) \| \| \| \| \| \| Alstroemerieae (Alstroemeriaceae s.s) \| \| \| \| |
|                       | \| \| Luzuriageae (Luzuriagaceae) \| \| \| \| \| \| Alstroemerieae (Alstroemeriaceae s.s) \| \| \| \| |
|                       | Luzuriageae (Luzuriagaceae)                                                                           |
|                       | |
|                       | Alstroemerieae (Alstroemeriaceae s.s)                                                                 |
|                       | |

|  | Luzuriageae (Luzuriagaceae)           |
|  |                                       |
|  | Alstroemerieae (Alstroemeriaceae s.s) |
|  |                                       |

| Alstroemeriaceae s.l. | \| \| Luzuriageae (Luzuriagaceae) \| \| \| \| \| \| Alstroemerieae (Alstroemeriaceae s.s) \| \| \| \| |
|                       | \| \| Luzuriageae (Luzuriagaceae) \| \| \| \| \| \| Alstroemerieae (Alstroemeriaceae s.s) \| \| \| \| |
|                       | Luzuriageae (Luzuriagaceae)                                                                           |
|                       | |
|                       | Alstroemerieae (Alstroemeriaceae s.s)                                                                 |
|                       | |

|  | Luzuriageae (Luzuriagaceae)           |
|  |                                       |
|  | Alstroemerieae (Alstroemeriaceae s.s) |
|  |                                       |

| Alstroemeriaceae s.l. | \| \| Luzuriageae (Luzuriagaceae) \| \| \| \| \| \| Alstroemerieae (Alstroemeriaceae s.s) \| \| \| \| |
|                       | \| \| Luzuriageae (Luzuriagaceae) \| \| \| \| \| \| Alstroemerieae (Alstroemeriaceae s.s) \| \| \| \| |
|                       | Luzuriageae (Luzuriagaceae)                                                                           |
|                       | |
|                       | Alstroemerieae (Alstroemeriaceae s.s)                                                                 |
|                       | |

|  | Luzuriageae (Luzuriagaceae)           |
|  |                                       |
|  | Alstroemerieae (Alstroemeriaceae s.s) |
|  |                                       |

| Alstroemeriaceae s.l. | \| \| Luzuriageae (Luzuriagaceae) \| \| \| \| \| \| Alstroemerieae (Alstroemeriaceae s.s) \| \| \| \| |
|                       | \| \| Luzuriageae (Luzuriagaceae) \| \| \| \| \| \| Alstroemerieae (Alstroemeriaceae s.s) \| \| \| \| |
|                       | Luzuriageae (Luzuriagaceae)                                                                           |
|                       | |
|                       | Alstroemerieae (Alstroemeriaceae s.s)                                                                 |
|                       | |

|  | Luzuriageae (Luzuriagaceae)           |
|  |                                       |
|  | Alstroemerieae (Alstroemeriaceae s.s) |
|  |                                       |

|  | Rhipogonaceae |
|  |               |
|  | Philesiaceae  |
|  |               |

|  | Smilacaceae |
|  |             |
|  | Liliaceae   |
|  |             |

|  | Rhipogonaceae |
|  |               |
|  | Philesiaceae  |
|  |               |

|  | Smilacaceae |
|  |             |
|  | Liliaceae   |
|  |             |

## Thư viện ảnh

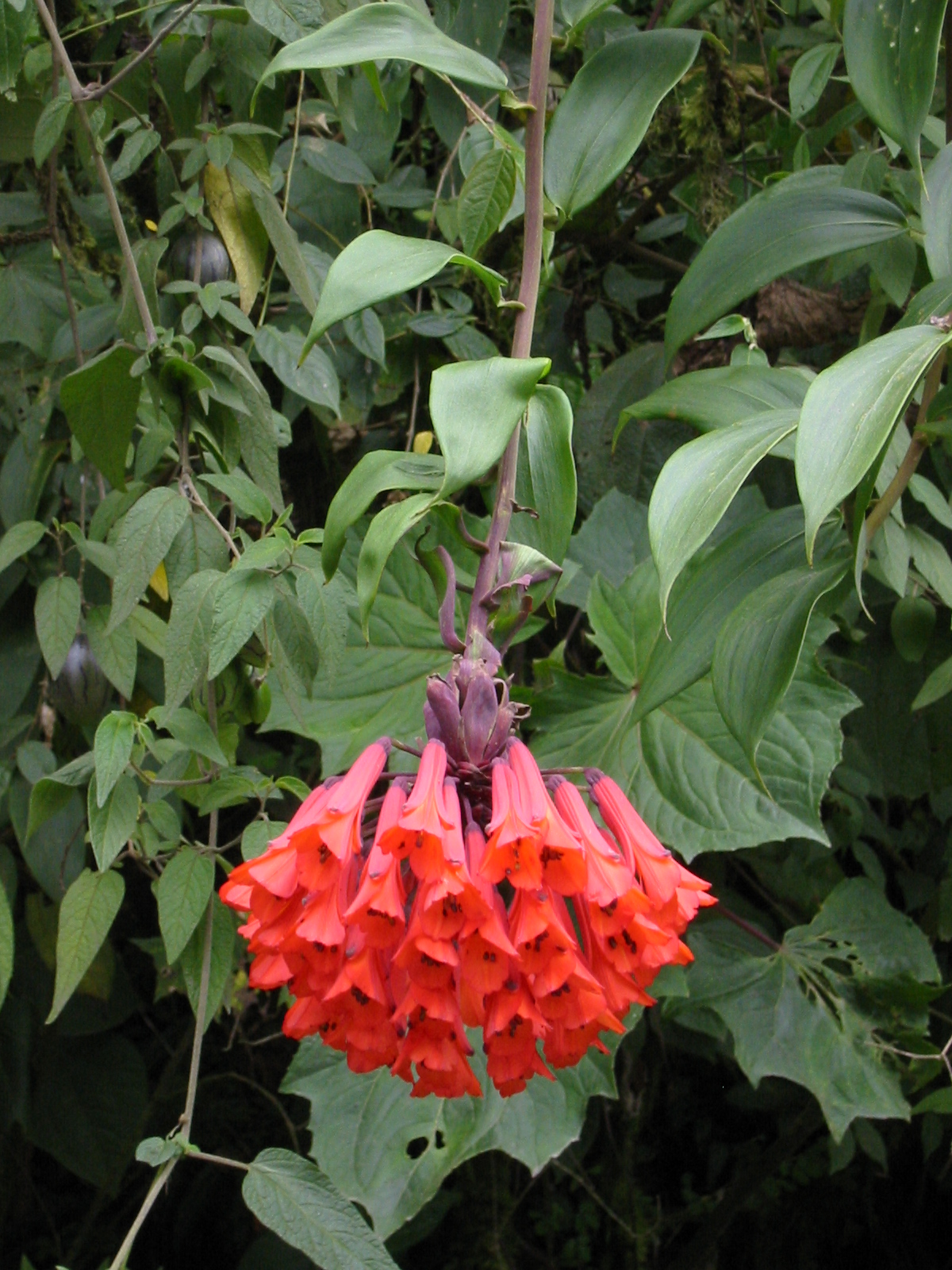
Bomarea sp. ở miền nam Ecuador
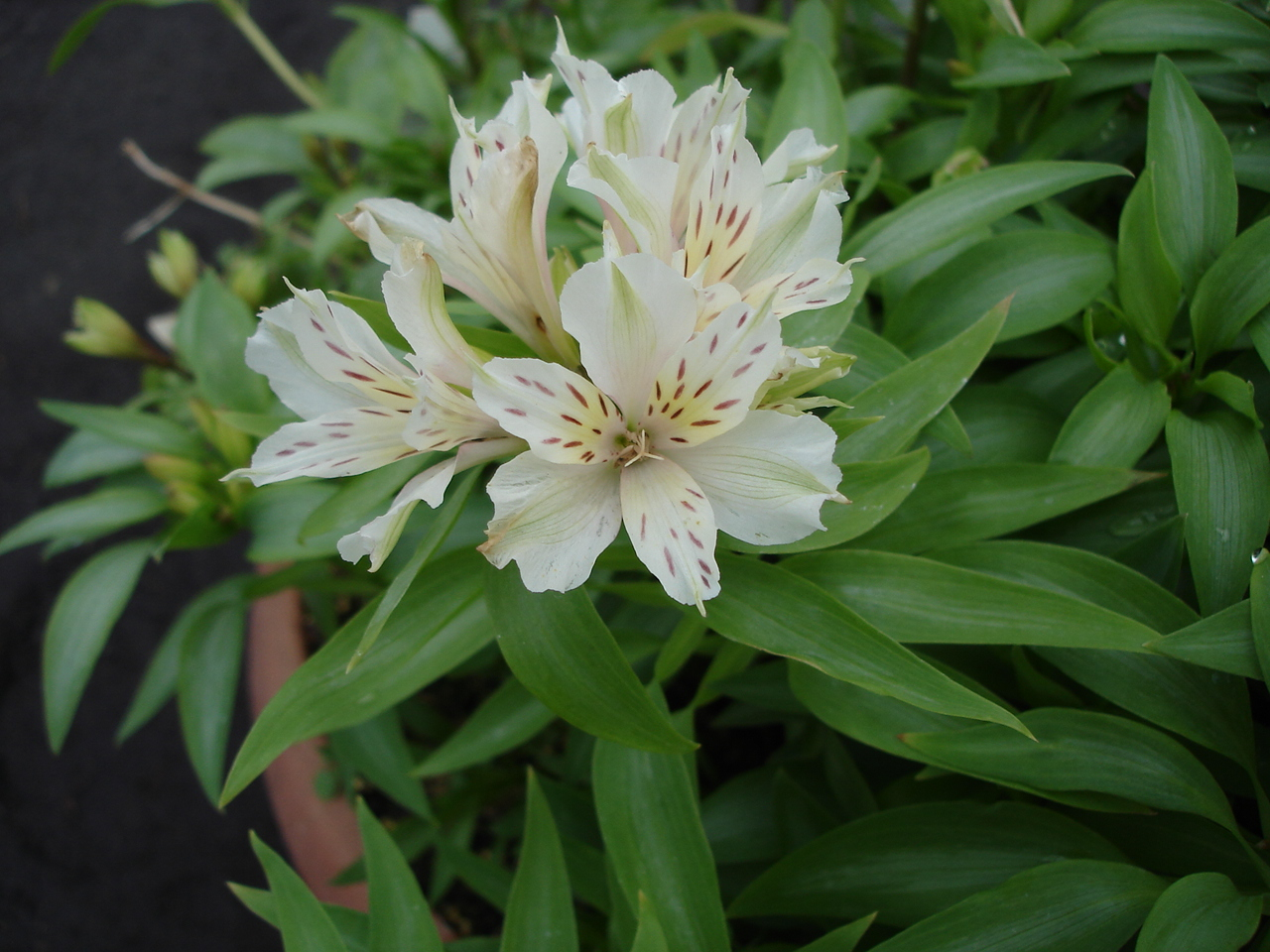
Alstroemeria aurea
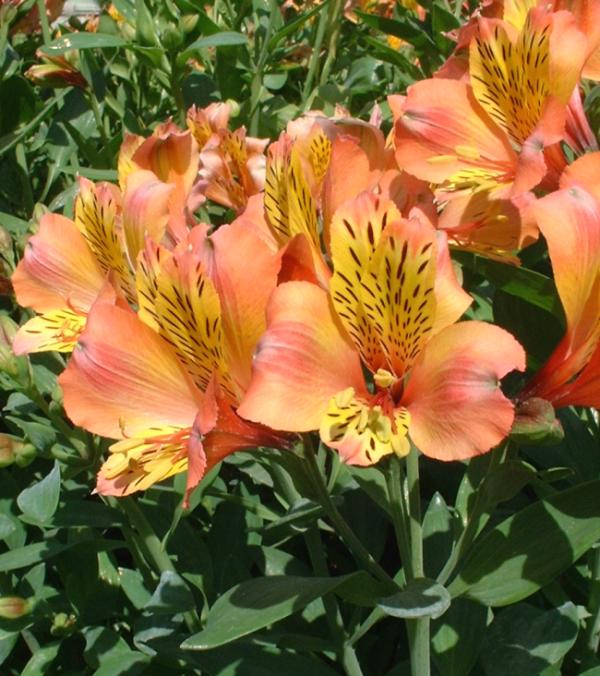
Alstroemeria aurea tại Jardin des Plantes, Paris
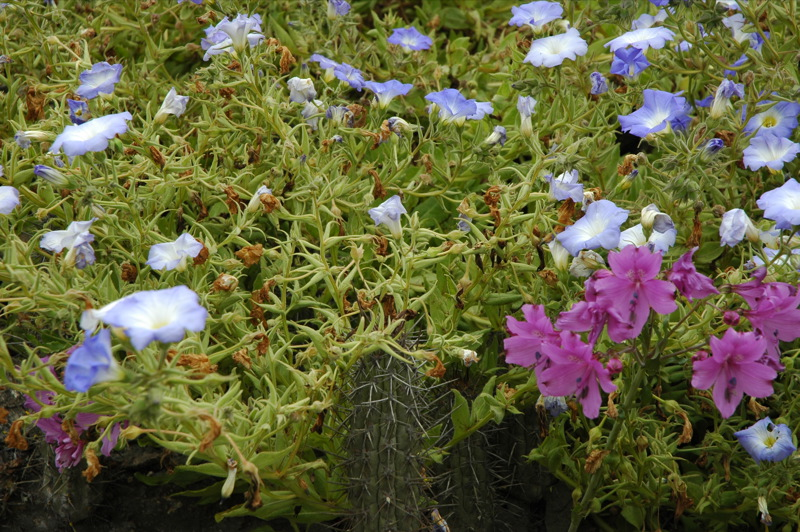
Alstromeria paupercula